# Paulus Ambunda
Paulus Natangwe Ambunda (* 6. August 1980 in Swakopmund, Südwestafrika, heute Namibia), als „The Rock“ und zum Ende seiner Karriere als „El Jesus“ bekannt, ist ein ehemaliger  namibischer Profiboxer.
Ambunda war 2013 Boxweltmeister im Bantamgewicht nach Regeln des WBO und seit 1. August 2015 Weltmeister im Superbantamgewicht nach Richtlinien der IBO. Seit 29. September 2018 war er zudem Weltmeister im Bantamgewicht nach Richtlinien der IBO, verlor diesen Titel aber im Mai 2019 gegen Stephen Fulton.
Ambunda gewann 19 seiner 20 Kämpfe, 10 davon durch K. o. Er nahm im Bantamgewicht bei den Olympischen Sommerspielen 2004 teil, wo er im Viertelfinale scheiterte. Bei den All-Africa Games 2003 gewann er in gleicher Klasse die Silbermedaille. Ende Oktober 2021 gab er seinen Rücktritt bekannt, nachdem er seit Mai 2019 keinen Kampf mehr absolviert hatte.